# 蒋承菘
蒋承菘（？—），男，中华人民共和国政治人物，曾任中华人民共和国地质矿产部、国土资源部副部长，第十届全国人大代表。